# Heteromirafra archeri
Heteromirafra archeri е вид птица от семейство Чучулигови (Alaudidae). Видът е критично застрашен от изчезване.

## Разпространение
Видът е разпространен в Етиопия и Сомалия.